# 1395
- Wikisource

| Calendário gregoriano                                                        | 1395 MCCCXCV                                         |
| Ab urbe condita                                                              | 2148                                                 |
| Calendário arménio                                                           | 844 – 845                                            |
| Calendário bahá'í                                                            | -449 – -448                                          |
| Calendário budista                                                           | 1939                                                 |
| Calendário chinês                                                            | 4091 – 4092 Início a 21 de janeiro (aproximadamente) |
| Calendário copta                                                             | 1111 – 1112                                          |
| Calendário etíope                                                            | 1387 – 1388                                          |
| Calendários hindus - Vikram Samvat - Calendário nacional indiano - Cáli Iuga | 1450 – 1451 1316 – 1317 4495 – 4496                  |
| Calendário Holoceno                                                          | 11395                                                |
| Calendário islâmico                                                          | 797 – 798                                            |
| Calendário judaico                                                           | 5155 – 5156                                          |
| Calendário persa                                                             | 773 – 774                                            |
| Calendário rúnico                                                            | 1645                                                 |
| Calendário solar tailandês                                                   | 1938                                                 |

1395 (MCCCXCV, na numeração romana) foi um ano comum do século XIV do Calendário Juliano, da Era de Cristo, a sua letra dominical foi C (52 semanas), teve início a uma sexta-feira e terminou também a uma sexta-feira.
| Ano completo                       |
| ---------------------------------- |
| Ano comum com início à sexta-feira |

## Eventos
- 14 de abril - Vitória decisiva de Tamerlão sobre Toquetamis na Batalha do rio Tereque, no norte do Cáucaso. Em seguida Toquetamis é deposto do trono da Horda de Ouro e substituído por Edigu. O exército de Tamerlão em seguida pilha as cidades de Astracã, Sarai e outras, levando para Samarcanda muitos artesãos e cientistas destas cidades.
- 25 de Agosto - É criado o Regimento de Sapadores Bombeiros de Lisboa, por decreto de D. João I de Portugal a pedido da Câmara Municipal de Lisboa.

## Ordinal
Milésimo Trecentésimo Nonagésimo Quinto